# Cibinuang
Cibinuang is een bestuurslaag in het regentschap Kuningan van de provincie West-Java, Indonesië. Cibinuang telt 2728 inwoners (volkstelling 2010).